# Малі Зденці
45°41′ пн. ш. 17°07′ сх. д. / 45.68° пн. ш. 17.12° сх. д.
Малі Зденці (хорв. Mali Zdenci) — населений пункт у Хорватії, у Б'єловарсько-Білогорській жупанії у складі міста Грубишно-Полє.

## Населення
Населення за даними перепису 2011 року становило 436 осіб.
Динаміка чисельності населення поселення: